# ریزکیسه
هریک از ساختارهای غشایی کیسه‌ای‌شکل ریز تشکیل‌دهندهٔ دانگان‌ها در سبزدیسه را ریزکیسه (انگلیسی: Thylakoid) می‌گویند.
یاخته‌های ریزکیسه اجزای متصل به غشاء محفظه در محل واکنش نوری فتوسنتز هستند که مسئول گرفتن و ذخیره‌سازی انرژی از نور خورشید می‌باشند.